# Nelson Onuchic

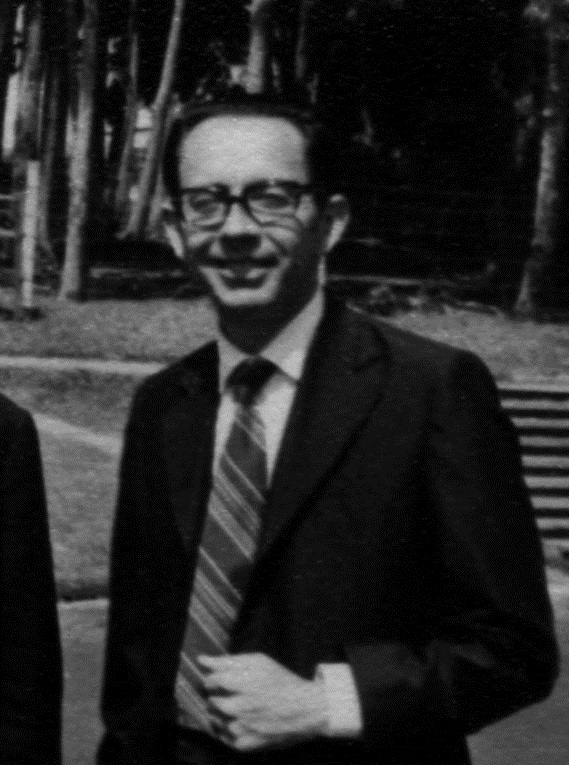
Prof. Nelson Onuchic (1971)

Nelson Onuchic (Brodósqui, 11 de março de 1926 — São Carlos, 3 de setembro de 1999) foi um destacado matemático brasileiro que teve importante influência no nascimento e desenvolvimento da pesquisa matemática no Brasil na segunda parte do século XX, singularmente no campo da Topologia, nos primeros anos, e posteriormente no campo das Equações Diferenciais Ordinárias e mesmo das Equações com Retardamento Temporal. No campo das Equações Diferenciais foi colaborador de alguns dos matemáticos mais importantes do momento nessa área, como J.L. Massera, ‎J.J. Schäffer, V. Lakshmikantham, P. Hartman e J.K. Hale, e mesmo coautor de trabalhos científicos com estes três últimos.  

## Carreira e Biografia
Nelson Onuchic estudou na Universidade Mackenzie em São Paulo, no Instituto Tecnológico da Aeronáutica – ITA (São José dos Campos) e na Universidade de São Paulo, onde doutorou-se em 1957 sob orientação de Chaim Samuel Hönig.
Ele trabalhou no ITA de 1951 a 1958. Em 1958 iniciou o trabalho de implantação do curso de licenciatura em Matemática na Faculdade de Filosofia, Ciências e Letras de Rio Claro, onde morou até 1966, quando mudou para São Carlos. De 1961 a 1962 foi bolsista da John Simon Guggenheim Memorial Foundation, no Research Institute for Advanced Studies - RIAS, em Baltimore, USA. Em 1971, ele foi um dos fundadores do ICMSC, hoje ICMC, na USP, onde foi diretor de 6 de dezembro de 1973 a 22 de abril de 1974. Foi orientador de nove Teses de Doutoramento. Em 29 de abril de 1983 recebeu o título de Professor Emérito do ICMSC-USP.
Em 1964 Nelson Onuchic foi admitido como Membro Associado da Academia Brasileira de Ciências - ABC. Em 1976 passou para a categoria de Membro Titular. Foi membro Fundador da Academia de Ciências do Estado de São Paulo. Foi sócio da Sociedade de Matemática de São Paulo e foi sócio fundador da Sociedade Brasileira de Matemática.

Casou-se com Lourdes de La Rosa Onuchic , também matemática, mais orientada a temas de educação, e teve uma filha e três filhos, dois deles com destaque na carreira universitária, o destacado físico José Nelson Onuchic e o médico Luiz Fernando Onuchic (Professor Titular da Faculdade de Medicina da USP em São Paulo ). Os outros dois, Paulo Eduardo Onuchic e Maria Inês Onuchic Schultz com sucesso na iniciativa privada.